# Astyanax jordanensis
Astyanax jordanensis är en fiskart som beskrevs av Vera Alcaraz, Pavanelli och Vinicius Araújo Bertaco 2009. Astyanax jordanensis ingår i släktet Astyanax och familjen Characidae. Inga underarter finns listade.